# Sandra Mašková
Sandra „Medojed“ Mašková (* 11. dubna 1988 Praha) je česká kickboxerka, vítězka světových her v kickboxu, vicemistryně Evropy WAKO ve fullcontactu a K1. Od začátku působí v klubu Tiger team, kde byli její trenéři Ondřej Moravec, Jan Kodeš, Martin Zavoral, Alois Škeřík a Michal Hořejší.

## MMA výsledky
| Výsledek | Bilance | Soupeř             | Metoda                           | Událost                           | Datum              | Kolo | Čas  | Místo                 | Poznámka |
| -------- | ------- | ------------------ | -------------------------------- | --------------------------------- | ------------------ | ---- | ---- | --------------------- | -------- |
| Výhra    | 3-3     | Kristína Sládeková | Donucení (rear-naked choke)      | Oktagon 4 Challenge Qualification | 27. srpna 2019     | 3    | 4:42 | Bratislava, Slovensko |          |
| Výhra    | 2-3     | Lucia Krajčovič    | Na body (jednomyslné rozhodnutí) | Oktagon 4 Challenge Qualification | 6. srpna 2019      | 3    | 5:00 | Bratislava, Slovensko |          |
| Prohra   | 1-3     | Chamia Chabbi      | Na body (jednomyslné rozhodnutí) | XFN 15                            | 27. prosince 2018  | 3    | 5:00 | Praha, Česko          |          |
| Prohra   | 1-2     | Elena Bagnyuk      | TKO (údery)                      | XFN 13                            | 10. listopadu 2018 | 2    | 3:32 | Pardubice, Česko      |          |
| Prohra   | 1-1     | Camila Rivarola    | Na body (jednomyslné rozhodnutí) | XFN 11                            | 28. června 2018    | 3    | 5:00 | Praha, Česko          |          |
| Výhra    | 1-0     | Evelina Puidaite   | Na body (jednomyslné rozhodnutí) | XFN 8                             | 3. března 2018     | 3    | 5:00 | Pardubice, Česko      |          |